# Disa richardiana
Disa richardiana är en orkidéart som beskrevs av Lem. och Harry Bolus. Disa richardiana ingår i släktet Disa och familjen orkidéer. Inga underarter finns listade i Catalogue of Life.